# Det Revolutionære Socialistiske Arbejderparti
Det Revolutionære Socialistiske Arbejderparti var et dansk revolutionært parti, som blev dannet i 1890 af Nicolaj L. Petersen og Gerson Trier samt nogle socialdemokrater, deriblandt Elisabet Ouchterlony, som var blevet ekskluderet af Socialdemokratiet i 1889. Partiet havde en kort levetid og blev allerede nedlagt igen i 1893.